# Delano Williams
Delano Williams (23 dicembre 1993) è un velocista britannico, originario di Turks e Caicos.

## Palmarès
| Anno                                  | Manifestazione    | Sede           | Evento      | Risultato  | Prestazione | Note |
| ------------------------------------- | ----------------- | -------------- | ----------- | ---------- | ----------- | ---- |
| In rappresentanza di Turks e Caicos   |                   |                |             |            |             |      |
| 2012                                  | Mondiali juniores | Barcellona     | 200 m piani | Oro        | 20"48       |      |
| In rappresentanza della Gran Bretagna |                   |                |             |            |             |      |
| 2013                                  | Mondiali          | Mosca          | 200 m piani | Semifinale | 20"61       |      |
| 2015                                  | World Relays      | Nassau         | 4×400 m     | 6º         | 3'01"51     |      |
| 2015                                  | Mondiali          | Pechino        | 4×400 m     | Bronzo     | 2'58"51     |      |
| 2016                                  | Europei           | Amsterdam      | 4×400 m     | Bronzo     | 3'01"44     |      |
| 2016                                  | Giochi olimpici   | Rio de Janeiro | 4×400 m     | Batteria   | dq          |      |
| 2017                                  | World Relays      | Nassau         | 4×400 m     | 6º         | 3'05"63     |      |
| 2018                                  | Europei           | Berlino        | 200 m piani | Semifinale | dns         |      |